# Нелюб
Нелюб (пол. Nielub) — село в Польщі, у гміні Ринськ Вомбжезького повіту Куявсько-Поморського воєводства.
Населення — 376 осіб (2011).

## Демографія
Демографічна структура станом на 31 березня 2011 року:
|          | Загалом | Допрацездатний вік | Працездатний вік | Постпрацездатний вік |
| -------- | ------- | ------------------ | ---------------- | -------------------- |
| Чоловіки | 193     | 48                 | 134              | 11                   |
| Жінки    | 183     | 46                 | 105              | 32                   |
| Разом    | 376     | 94                 | 239              | 43                   |